# Hellenocarum multiflorum
Hellenocarum multiflorum (Sm.) H.Wolff, 1927 è una pianta della famiglia delle Apiacee (o Umbelliferae), comunemente nota come kummel di Grecia o cumino greco.

## Descrizione
È una pianta vascolare perennante per mezzo di gemme poste a livello del terreno e con asse fiorale allungato, spesso privo di foglie.

## Distribuzione e habitat
Specie con areale limitato a poche stazioni dell'Alta Murgia e del Salento meridionale, cresce elettivamente sulle rupi costiere e delle falesie delle serre.
È specie anfiadriatica indicata da Pignatti come RR, rarissima.
È inserita nel Libro Rosso delle Piante d’Italia.